# Charlotte und Erhard Oewerdieck
Die Eheleute Charlotte (* 17. März 1903 in Rixdorf als Charlotte Margarete Dorothea Porath) und Erhard Oewerdieck (* 16. Dezember 1893 in Lagesbüttel, Kreis Gifhorn als Erhard Gottfried Daniel Oewerdieck; 1977) wurden mit dem Ehrentitel Gerechte unter den Völkern ausgezeichnet, weil sie in der Zeit des Nationalsozialismus unter Gefährdung des eigenen Lebens jüdischen Menschen zur Flucht aus Deutschland verholfen haben.
Der Chemiker Erhard und die Stenotypistin Charlotte heirateten 1936 in Berlin-Neukölln. 1939 ermöglichten sie durch finanzielle Unterstützung die Ausreise des Kaufmanns Arno Lachmann mit seiner Frau und seinem betagten Vater nach Shanghai. Während des Krieges versteckten sie in ihrer Wohnung den Büroangestellten Martin Lange und teilten Lebensmittel und Kleidung mit ihm. Die Belastung und Gefährdung waren auch deshalb besonders groß, weil Oewerdieck als überzeugter Nazigegner Berufsverbot hatte. Im März 1941 verhalf Oewerdieck Eugen Täubler und dessen Frau in letzter Minute zur Flucht in die USA. Den Widerstandskämpfer Wolfgang Abendroth beschäftigte er in seiner Wirtschaftsprüfungs- und Treuhandkanzlei.
Am 21. September 1978 verlieh Yad Vashem Charlotte und Erhard Overdieck den Titel Gerechte unter den Völkern.
Auf dem Grundstück von Oewerdiecks Büro am Berliner Rathaus machten Archäologen 2010 den Berliner Skulpturenfund. Elf verloren geglaubte hochrangige Plastiken der klassischen Moderne, die die Nationalsozialisten als „Entartete Kunst“ beschlagnahmt hatten, wurden im Trümmerschutt wiederentdeckt. Die Wissenschaftler vermuteten zunächst einen Zusammenhang mit Oewerdieck. 2012 fand sich jedoch ein Brief, der belegt, dass das Reichspropagandaministerium in dem Haus einen Lagerraum hatte.